# Walenty Gadowski
Walenty Gadowski (ur. 8 grudnia 1861 w Nowym Wiśniczu, zm. 14 maja 1956 w Bochni) – polski duchowny katolicki, pedagogik, redaktor czasopism, działacz narodowy i taternik.

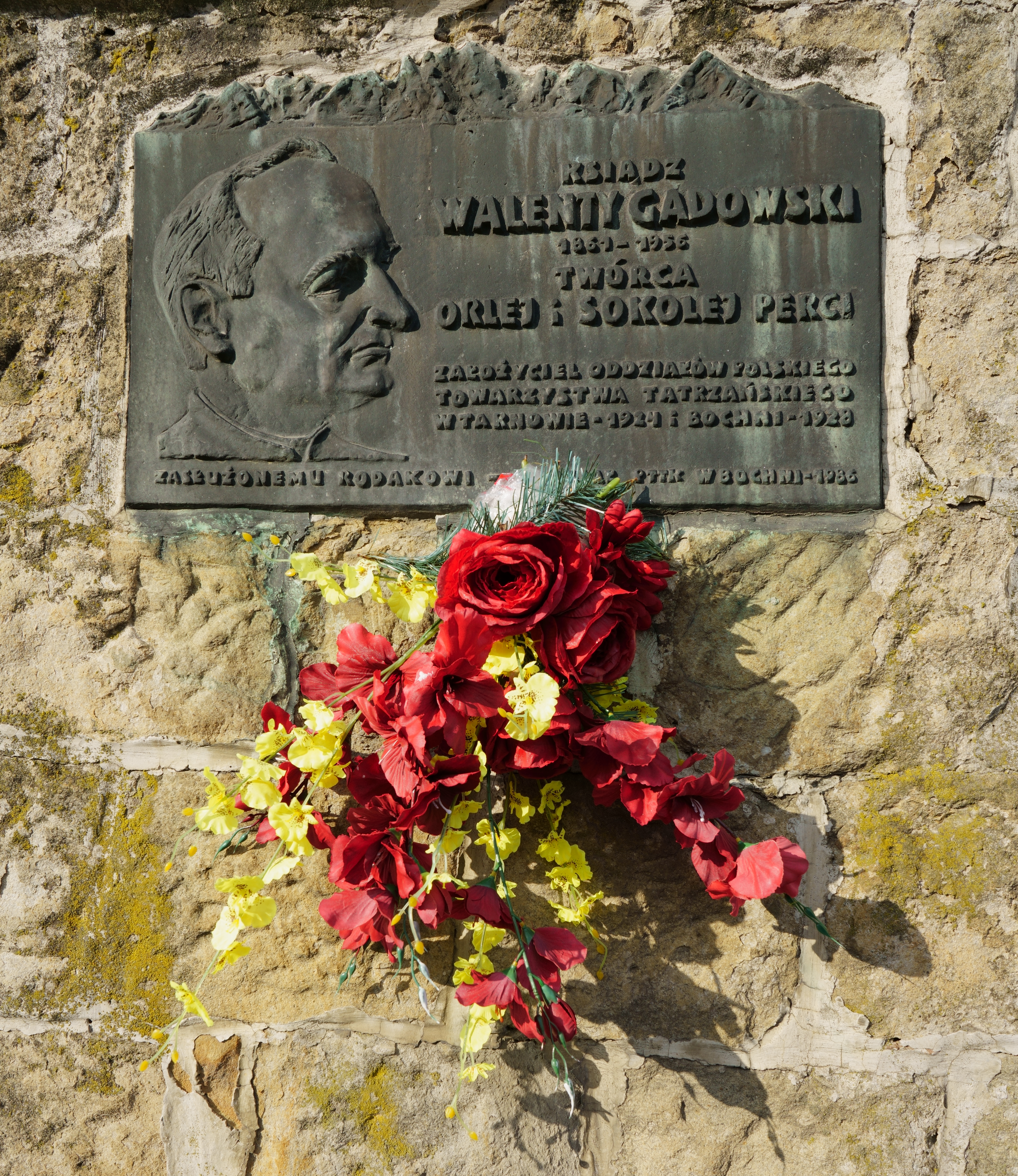
Tablica poświęcona pamięci ks. Walentego Gadowskiego znajdująca się przy ul. Bernardyńskiej w Bochni

## Życiorys
Był synem organisty. Święcenia kapłańskie przyjął w 1884 roku i zaczął pracować jako wikariusz i szkolny katecheta. Był również wykładowcą katechetyki, metodyki i pedagogiki w seminarium nauczycielskim i duchownym w Tarnowie. Organizował ruch katechetyczny oraz duszpasterstwo młodzieży.  W latach 1926–1930 był katechetą szkolnym w Bochni.
Po raz pierwszy do Zakopanego przyjechał w 1881 roku, ze względu na chorobę płuc polecono mu wyjazd w góry. Wtedy pokochał góry i taternictwo. W kolejnych latach (od 1890 roku) przyjeżdżał do Zakopanego co roku. Przez czterdzieści następnych lat był organizatorem licznych wycieczek w Tatry, zarówno turystycznych jak i taterniczych. Prowadził zbiórki na wyjazdy młodzieży tarnowskiej w Tatry i Pieniny. W latach 1903–1906 wytrasował szlak zwany Orlą Percią (czynny dziś na odcinku od przełęczy Zawrat do przełęczy Krzyżne) – powszechnie uważany za najtrudniejszy szlak w całych Tatrach. Część znaków zostało osobiście namalowanych przez niego. W roku 1926 z jego inicjatywy wytyczono „Pienińską Orlą Perć”, czyli Sokolą Perć (szlak niebieski od Sokolicy do Trzech Koron) oraz nieistniejącą już Skalną Perć. Był honorowym członkiem Towarzystwa Tatrzańskiego. Jako pierwszy wszedł na Małą Buczynową Turnię, Wielką Buczynową Turnię oraz Kozie Czuby, a także na Przełęcz Nowickiego. Dokonał też nowych przejść w Basztach, na Krywaniu i Lodowym Szczycie.
Ksiądz Gadowski jest autorem kilku książek i artykułów z zakresu pedagogiki, m.in. Wychowanie młodzieży i herbarcjanizm oraz Z historii pedagogiki. Popularność przyniósł mu Katechizm elementarny. Ponadto redagował "Dwutygodnik Katechetyczny i Duszpasterski", publikował również na łamach "Biesiady Literackiej", "Pamiętnika Towarzystwa Tatrzańskiego", "Głosu Narodu" oraz "Ilustrowanego Kuriera Codziennego". Wydał również książeczkę Wspomnienia z Tatr (1934) i Przewodnik po Pieninach (1928). 
Ks. Walenty Gadowski zmarł 14 maja 1956 roku w Bochni i tam też został pochowany. W 1986 roku miasto upamiętniło go tablicą ufundowaną przez PTTK na domu, w którym mieszkał. Jednakże bardziej znana jest tablica, którą wmurowano w ścianę budynku stacji kolejki linowej na Kasprowym Wierchu.